# Paulinerkloster Tannheim
Das Paulinerkloster Tannheim war ein Kloster der Pauliner in der Gemeinde Tannheim, heute ein Ortsteil von Villingen-Schwenningen. Das Kloster wurde im Verlauf der Säkularisation 1803 aufgehoben.

## Geschichte
Nach urkundlichen Belegen datiert vom 24. Juli 1353, ausgestellt zu Sindelstein (Burg Zindelstein) wurde das Kloster von Graf Hug von Fürstenberg gegründet. Die Burg Zindelstein war in dieser Zeit auch der Wohnsitz des Grafen.
Nach mündlicher Überlieferung soll der selige Cuno mit dem Beinamen „der Schweiger“ als Eremit an diesem Ort, an dem das Kloster erbaut wurde, gelebt haben, in der Klosterkirche soll der Selige begraben worden sein. Er wurde Cuno der Schweiger genannt, da er 17 Jahre lang geschwiegen habe. Die Ernennung zum Kardinal habe er aus Bescheidenheit abgelehnt. Sein Grab war bei der öffentlichen Öffnung 1898 nach Abbruch der alten Klosterkirche nicht gefunden worden. Eine Gedenktafel in der neuen Kirche erinnert an den Seligen. Eine Statue von ihm steht in der Pfarrkirche in Meßkirch. Die Wallfahrt hat schon im Mittelalter begonnen, er soll bei Bruch- und Steinleiden sowie bei Rachitis geholfen haben, zahlreiche Votivgaben wiesen darauf hin.
Die Bauern um Hans Müller von Bulgenbach zerstörten 1525 die Burg Zindelstein und die Burg Neu-Fürstenberg, das Kloster blieb unbehelligt. Im Januar oder Februar 1779 brannte das Kloster aus unbekannter Ursache ab. Der Wiederaufbau wurde im gleichen Jahr begonnen. Es gibt eine alte Fotografie und die Baupläne des wiedererbauten, heute nicht mehr vorhandenen Klostergebäudes, das nach dem Brand nicht veräußert werden konnte und daher abgebrochen wurde, es befand sich rund 30 Minuten Gehzeit außerhalb des Dorfes. Die heutige Kirche wurde innerhalb des Ortes errichtet und ist ein Bau der Neugotik.
Das Kloster Grünwald war mit dem Kloster in Tannheim eng verbunden und entsprach in der Größe und Konvent etwa demselben, ebenfalls enge Verbindungen bestanden nach dem Paulinerkloster Bonndorf in Bonndorf.